# Partido Unionista Socialista Democrático
El Partido Unionista Socialista Democrático (en árabe: الحزب الوحدوي الاشتراكي الديمقراطي - al-Hizb al-waHdawi al-ishtiraki ad-dimuqraTi) es un partido político en Siria. Fue parte del Frente Nacional Progresista de partidos legalmente autorizados que apoyan la orientación Socialista y Nacionalista árabe del gobierno y aceptan la dirección del Partido Baath Árabe Socialista – Región Siria. En las elecciones del 22 de abril de 2007 del Consejo Popular de Siria, el partido obtuvo 4 de los 250 escaños en el parlamento.
En las elecciones parlamentarias de Siria de 2016 el PUSD no obtuvo ninguno de los 250 escaños en el Consejo Popular de Siria, dejándolo así, sin presencia en el parlamento sirio.